# Thugga
Thugga (łac. Thugga, fr. Dougga) – stanowisko archeologiczne w północnej Tunezji, w 1997 roku wpisane na listę światowego dziedzictwa UNESCO.
W starożytności było to miasto punickie, potem numidyjskie i rzymskie. Podupadło w okresie bizantyjskim, przejściowo znalazło się pod okupacją Wandalów, później odzyskane dla cesarstwa.
Od końca XIX wieku tytularna stolica biskupia diecezji (diocesis Thuggensis) Kościoła rzymskokatolickiego.

## Historia
Najstarsza wzmianka o mieście pochodzi z 307 roku p.n.e. i dotyczy kampanii wojennej w Afryce prowadzonej przez Agatoklesa, tyrana Syrakuz. Około roku 150 p.n.e. Thuggę włączono do Numidii. Po zwycięstwie Rzymu nad Kartaginą w 146 roku p.n.e. miasto zostało włączone do prowincji afrykańskiej. W następnych stuleciach zasiedlono je znaczną liczbą rzymskich osadników i za panowania Kommodusa zbudowano akwedukt. W 205 roku Thugga uzyskała status municypium nadany przez Septymiusza Sewera, a za rządów Aleksandra Sewera wzniesiono w niej świątynię Junony Celestis. Panowanie Rzymian zakończył najazd Wandalów, którzy zdobyli Thuggę w 439 roku. Później miasto zostało opanowane przez Bizantyjczyków (533), a następnie zajęte przez Arabów (698).

## Stanowisko archeologiczne
Do naszych czasów zachował się rozległy, zajmujący około 65 hektarów, kompleks ruin. Do najważniejszych zabytków zalicza się mauzoleum Atebana – wzorowaną na mauzoleum w Halikarnasie, czworokątną wieżę o trzech kondygnacjach i piramidalnym zwieńczeniu, dekorowaną płaskorzeźbami i z zachowaną inskrypcją punicko-libijską z III/II wieku p.n.e.. Naukowcy dostrzegają w nim kontynuację monumentalnych pomników wieżowych z fenickiej nekropolii w Amrit.
Z okresu rzymskiego pochodzą natomiast liczne mozaiki oraz ruiny domów mieszkalnych, świątyń – m.in. Saturna i Junony Celestis (utożsamianej z fenicko-punicką Tanit) z początku III wieku n.e., oraz teatru, budowanych w mieszanym stylu grecko-punickim. Z czasów rzymskich pochodzą także łaźnie Licyniańskie oraz łuk triumfalny Septymiusza Sewera z III wieku n.e.

### Teatr
Usytuowany na terenie wykopalisk, odnowiony teatr rzymski powstał w 168 roku n.e. z fundacji miejscowego potentata Publiusa Marciusa Quadratusa. W czasach świetności mógł pomieścić do 3500 widzów. Współcześnie, po gruntownej renowacji, teatr służy za miejsce wystawiania klasycznych dramatów podczas corocznego Festiwalu Thuggi w lipcu i sierpniu.

### Kapitol
Budynek kapitolu został ofiarowany miastu w 166 roku n.e. przez zamożny ród Marciusów. Poświęcony jest Jowiszowi, Junonie i Minerwie. Na fryzie budowli znajduje się rzeźba cesarza Antoninusa Piusa, unoszonego w szponach przez wielkiego orła. Wnętrze świątyni w starożytności mieściło ogromną statuę Jowisza, której pozostałości wystawione są obecnie w Muzeum Bardo w Tunisie.